# Corey Horsburgh

a Compétitions nationales et continentales officielles uniquement.

Corey Horsburgh, né le 3 janvier 1998 à Caboolture (Australie), est un joueur de rugby à XIII australien au poste de pilier ou de troisième ligne dans les années 2010. Il fait ses débuts en National Rugby League en 2019 avec les Raiders de Canberra avec lesquels il dispute la finale de la NRL en 2019.

## Palmarès
- Collectif :
  - Vainqueur du State of Origin : 2023 (Queensland).
  - Finaliste de la National Rugby League : 2019 (Canberra Raiders).

### En club
| Saison | Club             | Compétition           | Matchs | Points | Essais | Buts | Drop |
| ------ | ---------------- | --------------------- | ------ | ------ | ------ | ---- | ---- |
| 2019   | Canberra Raiders | National Rugby League | 22     | 0      | 0      | 0    | 0    |